# Robin George Collingwood
Robin George Collingwood (1889-1943) a fost un filosof și arheolog britanic, renumit pentru opera sa din domeniul esteticii și a filosofiei istoriei.

## Biografie
Profesor de metafizică la Magdalen College, Oxford. A fost influențat în principal de idealiști italieni precum Croce, Gentile și Guido de Ruggiero, cu ultimul fiind de altfel prieten apropiat, precum și de figuri ca Hegel, Kant, Vico, Bradley și J.A. Smith. În timpul anilor ’50 și ’60 filosofia istoriei formulată de el a ocupat un loc central în dezbaterea referitoare la natura explicației în științele sociale și la faptul dacă acestea sunt reductibile la explicații din domeniul științelor naturii. În urma eforturilor interpretative ale lui W.H. Dray, contribuția lui Collingwood în domeniul filosofiei istoriei ajungea să fie considerată un antidot puternic la ideea de unitate metodologică a lui Carl Hempel. Collingwood este autorul unuia dintre cele mai importante tratate din meta-filosofie scris în prima jumătate a secolului al XX-lea, An Essay on Philosophical Method, care reprezintă o încercare susținută de explicare a motivelor pentru care filosofia este o disciplină autonomă cu o metodă și o tematică diferite de subiectele abordate în științele naturii și în cele exacte. El este deseori descris ca fiind unul dintre idealiștii britanici, deși această etichetă nu reușește să surprindă tipul său specific de idealism, care este mai degrabă conceptual decât metafizic. În corespondența sa cu Gilbert Ryle, Collingwood însuși respingea eticheta de „idealist” fiindcă nu era de acord cu asumpțiile raționaliste extreme, care au format o mare parte din idealismul britanic de la începutul celui de-al XX-lea.

## Traduceri în limba română
- Robin G. Collingwood, "Ideea de natură. O istorie a gândirii cosmologice europene", Traducere din limba engleză: Alexandru Anghel, Editura Herald, Colecția Mathesis, București, 2012, 304 p., ISBN 978-973-111-267-1

1. 1 2  R.G. Collingwood, Encyclopædia Britannica Online, accesat în 9 octombrie 2017
2. 1 2 3  Autoritatea BnF, accesat în 10 octombrie 2015
3. 1 2  Robin George Collingwood, Find a Grave, accesat în 9 octombrie 2017
4. 1 2  R. G. Collingwood, Internet Philosophy Ontology project, accesat în 9 octombrie 2017
5. ↑  Robin G. Collingwood, Babelio
6. 1 2  Коллингвуд Робин Джордж, Marea Enciclopedie Sovietică (1969–1978)[*]
7. ↑  Robin George Collingwood, Brockhaus Enzyklopädie
8. ↑  Find a Grave, accesat în 26 aprilie 2022